# میر خلیل الرحمان
میر خلیل الرحمان (انگلیسی: Mir Khalil-ur-Rehman؛ ۱۹۲۷ – ۲۵ ژانویه ۱۹۹۲) روزنامه‌نگار، کارآفرین و اهالی کسب‌وکار اهل پاکستان بود، که در سال ۱۹۷۵ گروه جنگ مدیا را تأسیس کرد.